# 凯文·梅耶尔
凯文·A·梅耶尔（英語：Kevin A. Mayer, 1962年—）是一位美国企业家。

## 生平
1962年出生于美国加利福尼亚州洛杉矶，先后毕业于麻省理工学院、圣迭戈州立大学和哈佛商学院。1993年加入华特迪士尼公司。2000年2月他离开迪士尼加入花花公子，担任旗下网站playboy.com的首席执行官。2000年9月，他离开花花公子加入他加入清晰频道的互动部门清晰频道互动（Clear Channel Interactive）并担任主席兼首席执行官，直到2001年12月。2002年2月，他加入艾意凯咨询公司，担任合伙人，负责全球媒体和娱乐活动。2005年起他重新加入迪士尼，担任公司的首席战略官和资深执行副总裁，他曾参与主导了迪士尼对皮克斯工作室、漫威娱乐、卢卡斯影业和20世纪福斯等重要收购案。2018年，他被任命为迪士尼直效行销与国际部门主席，2020年5月加入字节跳动担任首席运营官和抖音海外版TikTok的首席执行官；同年8月宣布辞职。2021年3月，他被任命为DAZN的董事会主席。